# Frigobar

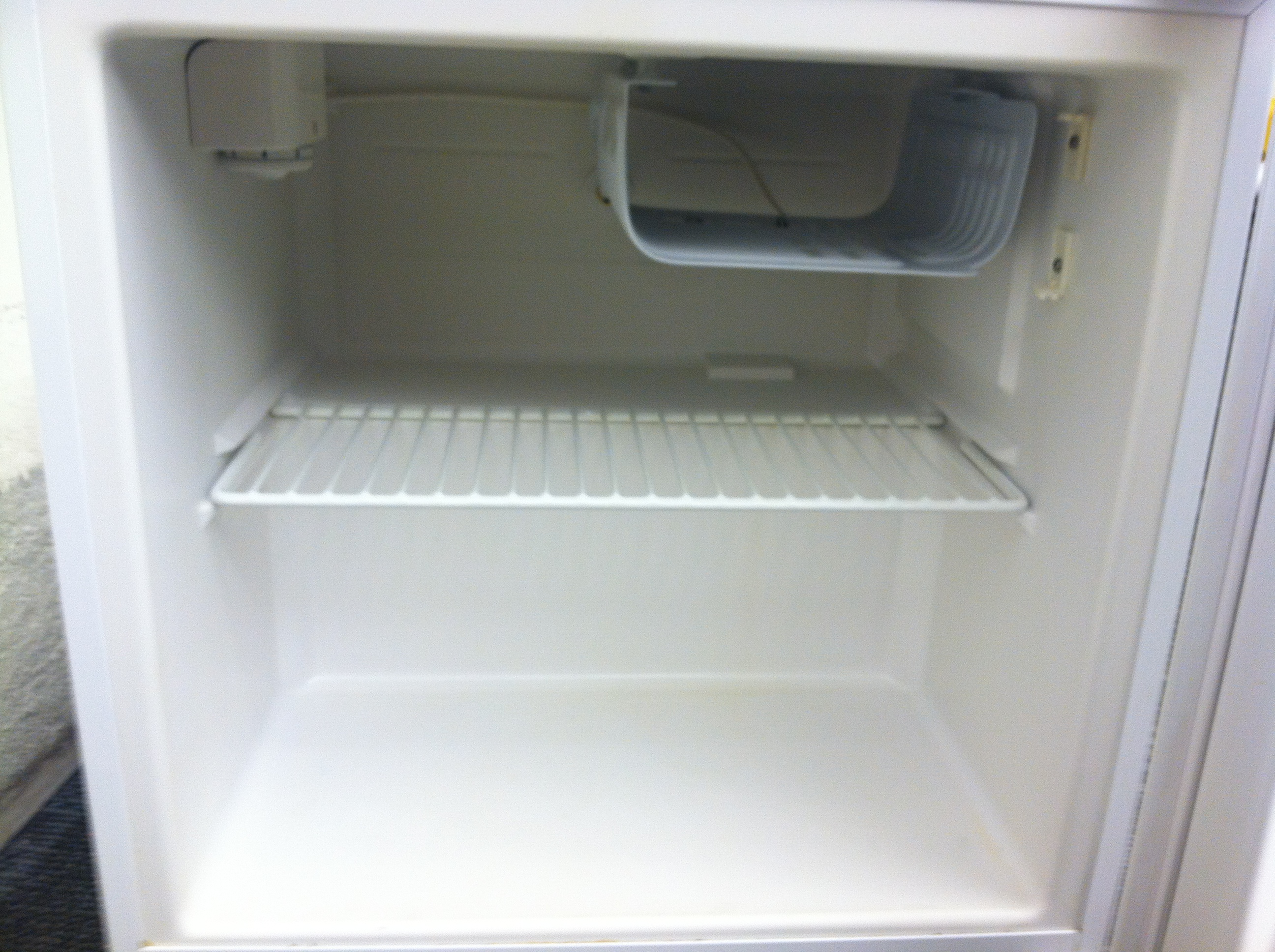
Interior de um frigobar comum.

Um frigobar é uma geladeira pequena. Seu funcionamento é igual ao de um refrigerador tradicional e, por ter capacidade menor, o consumo de energia elétrica também é reduzido.
Assim como as geladeiras tradicionais, os frigobares possuem várias capacidades e chegam até a 120 litros, cerca de metade do que uma geladeira tradicional de pequeno porte é capaz de comportar. Já as alturas variam entre 60 e 90 cm, com aproximadamente 50 cm de largura.
Os frigobares são comumente encontrados nos quartos de hotéis com bebidas e tira-gostos à disposição dos hóspedes.

## História

### Desenvolvimento e Inovação do Século XIX
A refrigeração começou a se desenvolver significativamente no século XVIII. Em 1748, William Cullen, na Universidade de Glasgow, demonstrou pela primeira vez a refrigeração artificial, utilizando o processo de evaporação para criar resfriamento. Embora inovador, este método não tinha aplicação prática imediata.
Em 1834, Jacob Perkins construiu a primeira máquina de refrigeração prática, utilizando um ciclo de compressão de vapor. A evolução continuou com John Gorrie, que em 1844, usou a refrigeração para resfriar o ar para pacientes de febre amarela. Em 1876, Carl von Linde patenteou um processo de liquefação de gás, essencial para o desenvolvimento de refrigeradores modernos.

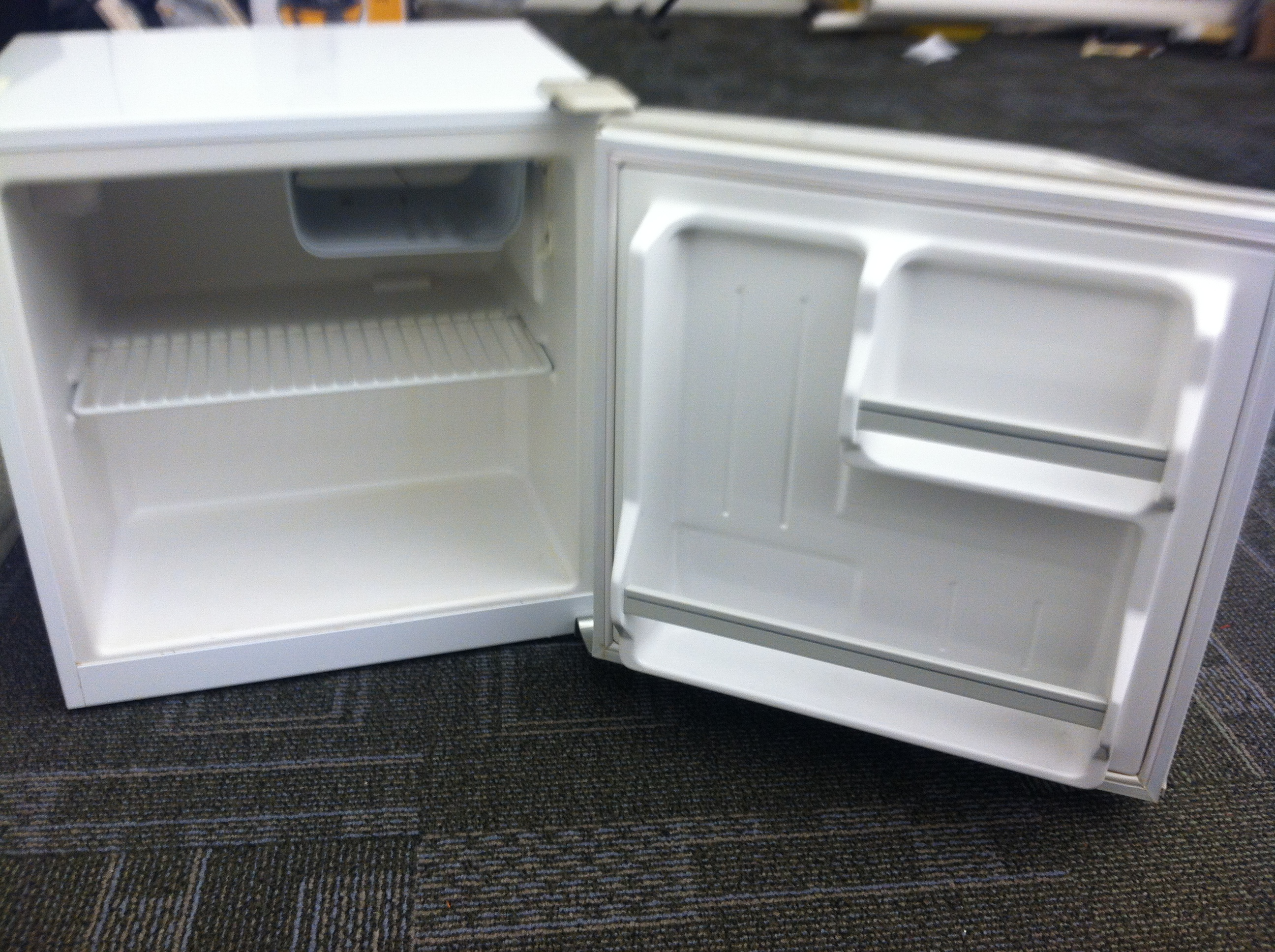
Imagem de um Frigobar com a porta aberta.

### A Chegada dos Refrigeradores Domésticos
Os primeiros refrigeradores domésticos surgiram no início do século XX. Em 1913, Fred W. Wolf inventou o primeiro refrigerador elétrico doméstico, seguido pela produção em massa de modelos com compressor auto-contido por William C. em 1918. Esses refrigeradores eram caros e considerados itens de luxo.
Na década de 1920, refrigeradores começaram a se popularizar em lares americanos. No entanto, o uso de gases tóxicos como amônia, cloreto de metila e dióxido de enxofre causou acidentes fatais, levando ao desenvolvimento de refrigerantes mais seguros, como o Freon, na década de 1930.

### Frigobar Moderno
Os frigobares modernos surgiram como uma solução compacta para necessidades específicas de refrigeração. Com design eficiente e uso de refrigerantes mais seguros, eles se tornaram comuns em hotéis e outros ambientes onde o espaço é limitado e a conveniência é necessária. Estes aparelhos geralmente têm um compartimento de congelamento pequeno e são projetados para serem silenciosos e eficientes.